# Naft Al-Wasat SC
Naft Al-Wasat Sports Club (arabski: ادي نفط الوسط الرياضي) – iracki klub piłkarski z siedzibą w Bagdadzie, występujący w Dawri Al-Nokhba. Występuje na Al Naft Stadium, który może pomieścić 3000 widzów.
Został założony w 2008 roku.

## Sukcesy
- 1-krotny mistrz Iraku: 2014/15
- 1-krotny wicemistrz Iraku: 2015/16